# 星戰三勇士
《星戰三勇士》（日語：GO! レスラー軍団），是由东京电影新社製作於1989年4月18日至同年10月12日在全21話播映的電視動畫。原作是80年代食玩貼紙。此為1989年動畫《銀河聖鬥士》的前作，顯示出編劇浦澤義雄特有的超現實主義喜劇色彩。與當時受歡迎的《聖魔大戰》為姊妹作。

## 故事簡介
故事講述天界設立職業摔跤組織對抗惡魔勢力的故事。故事中，以東神董事長為首的天界正規軍正策畫與“拉麵軍”，“蒙面軍”、“標籤軍”、“面魔軍”等摔跤軍團組織世界職業摔跤協會。其時，曾經被我無羅殿神王封印，被放逐到宇宙彼方的惡魔星球「比阿斯隆」，為了解開封印而征服地球，派遣屬下的超惡魔生命體1號到地球，超惡魔生命體1號與艾加恩上校率領的蒙面軍勾結。 察覺到這一點的我無羅殿神王向東神董事長旨示：“葛羅賓、葛弁慶、星若丸三顆心合一的時候，便能召喚‘史上空前的必殺技’（必勝人）”。 在羅賓和艾加恩上校的對戰中，上校被超惡魔生命體大幅强化，陷入危機，但在秘書瑪麗蓮的性感作戰中，羅賓、弁慶、 星若丸的心合為一體，被我無羅殿傳達的「勇氣」「團結」「友情」的帶子安裝，召喚「史上空前的必殺技」，漂亮地打敗了上校。

後蒙面軍與正規軍交戰，卻被徹底擊敗，最後在與星若丸的戰鬥中，上校不小心破壞了致命武器“撓痒癢機”的干電池電極，被超惡魔生命體拋棄。驚慌失措中，上校偽裝成被超惡魔生命體附身，並與他的部下鑽石頭和威廉電話一起對抗正規軍。最後，上校在羅賓和弁慶故意使他陷入震驚下擊倒，上校因倦怠而攝入過多的能量而無法恢復。覺得有責任感的羅賓和弁慶，在神王的建議下潛入了上校的身體，治癒了上校，並將超惡魔生命體吹向了太陽。為了表示感謝，痊癒的上校決定讓蒙面軍的所有成員加入正規軍。

之後，比阿斯隆的部下們，包括與標籤軍勾結的超級惡魔生命體2號，與面魔軍勾結的3號，與各路摔跤手勾結的4號，都被打敗，勾結的摔跤手全部加入了正規軍。比阿斯隆按捺不住，將“悪意”、“卑怯”、“非道”的腰帶分別交給了實際上還活著的超級惡魔生命體1號、2號、4號（3號當時失蹤了），召喚出『全宇宙最壞的犯規技』。察覺到這一點，神王勸道會長：“要是比阿斯隆施展‘全宇宙最壞的犯規技’，你可能會輸。”本想不搭，但因一樁意外，羅賓等人齊心協力，召集了“必殺技”，一擊打敗比阿斯隆的“犯規技”，偷走3條腰帶。
最終，“悪意”、“卑怯”、“非道”化身邪惡化身解放了比阿斯隆，比阿斯隆帶著超惡魔生命體來到地球進行破壞活動，給世界各地的摔跤手造成了傷害。神王勸理會長，“這不是巧合，讓我們的心以真正牢固的紐帶團結起來”，但羅賓第一次輸了（弁慶和星若丸之前輸過一次。），瑪麗蓮用降落傘將羅賓接回並去找受傷的摔跤手。鼓勵訓練並複賽。生靈們團結一心，試圖召喚出“必殺技”，而知更鳥也團結了真正的三心，結果三帶歸還知更鳥，“必殺技”再次被召喚為盟友正義，倉促間的生靈們召喚出“犯規招式”，但在“必殺技”之前無法抗衡，最後被“究極天罰”擊敗重新封印，剩下的比阿斯隆也被與超惡魔生命體一起被神王重新封印，被它的“必殺技”吹飛。正規軍勝利！！

## 登場人物

### 天界正規軍
動畫以職業摔跤組織作為主線故事，原作貼紙中天界正規軍其他高層成員例如軍團長「ザ・スーパー・ブッダー」、副軍團長「Mr.ミト」、天界三兄弟的次子「ドリー・ゴッド」（氷河軍軍團長）及董事長的母親（天界三兄弟的祖母）「マザー・ゴッド」都沒有在動畫中出現。
葛羅賓（ロビン・ゴッド）
配音 - 小河洋子
：天界三兄弟的三子，擁有“勇氣”之力的職業摔跤手。 武器是名為“聖弓箭”的弓箭。 討厭：蟑螂、打針、洋蔥（連弁慶和星若丸都不擅長打蟑螂和打針）。 身高 186 厘米。為續作銀河聖鬥士中主角小羅賓的親父。
葛弁慶（ベン・K・ゴッド）
配音 - 堀內憲佑
：天界三兄弟中的長子，擁有“團結”之力的戰士。 口癖是“ござる”。 不喜歡的蔬菜是胡蘿蔔。 身高 203 厘米。
星若丸（星若丸）
配音 - 折笠愛
：與葛羅賓、葛弁慶並列的正規軍戰士之一，擁有“友誼”的力量。 他最喜歡的短語是“desu”。 不喜歡的蔬菜是青椒。 主線劇情中作為哥特家的助手介紹為“幫助天使星若丸”，但沒有“維納特隆王子Ⅱ”的設定。 身高 171 厘米。
東神董事長（ドンゴッド理事長）
配音 - 增岡宏
：葛羅賓和葛弁慶的父親，以及世界職業摔跤協會的主管。 他曾經是世界上最強壯的摔跤手，但由於年齡增長，令他無法承受肩脊痛。 口癖是“ぞよ”。 在第4集中，他自己吞噬並強化了一個超惡魔生命體。
秘書瑪麗蓮（秘書マリリン）
配音 - 水穀優子
總裁秘書。原型是瑪麗蓮·夢露。 主線劇情中，省略了“生孩子”的設定。
必勝人
[勇氣!! 團結!! 友情!! 三人同心, 力大過千斤- 有我必勝人出場, 好快就會收場]

### 我無羅殿
我無羅殿神王
配音 - 梅津秀之
：“我無羅殿”的統治者，也被稱為“職業摔跤之神”。 一個強大的人，擁有不可估量的力量。會像歌舞伎演員一樣說話。

：每次出場時有兩位神官會說：「我無羅殿神王爺有人求見」，然後才會出現。
史無前例的必殺技（港譯：必勝人）
配音 - 佐佐木希
動畫原創角色。 葛羅賓、葛弁慶、星若丸三心合一時被召喚的巨型摔跤手，裝備著伽摩拉傳的聖物“勇氣”、“團結”、“友情”的腰帶。 用可怕的技術擊倒敵人。 在最後一集中，腰帶被超惡魔生命偷走後變壞，羅賓等人卻憑藉堅強的內心恢復了正常。
香港版出場對白：「勇氣!! 團結!! 友情!! 三人同心, 力大過千斤- 有我必勝人出場, 好快就會收場」

### 世界各地的職業摔跤組織
本作除了正規軍之外，還有各種職業摔角團。 除了這些，原作貼紙故事中還有“電視軍”、“冰河軍”、“熱帶軍”等團體存在，但並未在動畫中出現。

#### 蒙面軍
以艾加恩上校為首的專門研究卑鄙手段的團體。 以美國的一家破布店作為藏身之所。
艾加恩上校
蒙面軍團指揮官。 在原作貼紙中，他是一隻眼睛和一隻手臂經過機械改造的半機械人，但在動畫中他是一個正常的人類。 另外，在第3集之前他都是一個惡毒的角色，但是到了第4集和第5集，他就變成了一個相當愚蠢的角色，連比納特隆和他的部下都看不起他。
威廉電話
上校的得力助手。 電話總是戴在面具下的頭上。 他最喜歡的短語是“teru”。

#### 標籤軍
以兩人一對的雙打為中心的小組。 舞台是歐洲。
驅魔人
標籤軍團指揮官的妹妹。 她的標誌是她的水手製服和白色高筒襪。 有計謀勾引葛弁慶等人，但最終卻愛上了星若丸。
Boc Chan S
：由非常富有的兄弟組成的摔跤手。 他總是收買他的對手。

#### 拉麵軍
一個堪比正規軍的正統職業摔角組織，背景設定在香港。
奶奶拉麵
：拉麵軍團長。 他要求羅賓和他的朋友們奪回被面魔四大天王奪走的香港職業摔跤界。 原作貼紙中真身名為“富美子女王”的美人，因聖水之力不死不滅，偽裝成身穿連身衣的老人，但在動畫中卻是普通人老女人。 還有一個設定，說在他年輕的時候是理事長的初戀對象。

#### 面魔四大天王
從意大利湧現的四重奏“面魔軍”接管香港職業摔角界，更將港菜進一步重組為意大利菜。 原作貼紙中除了拉扎尼和不來梅以外的面魔家族，以及軍團長“魔人之眼”都沒有在動畫中出現。
蒙面烤寬麵條
面魔四大天王之首。
邦戈先生精神
第二位面魔四大天王。 冒充電影導演勾引羅賓。
洋蔥頭
聲音 - 佐佐木希
第三位面魔四大天王。 善於哭泣和攻擊洋蔥。
胡蘿蔔傑克/青椒傑克
動畫原創角色。 一名新秀摔跤手被請來與羅賓、弁慶和星若丸進行職業摔跤比賽。 他們分別有胡蘿蔔臉和青椒臉，讓弁慶和星若丸不寒而栗，但他們最終卻凝聚了羅賓和他的朋友們的心。
面魔不來梅
第四位面魔四大天王。儘管對他的朋友很粗魯，但他在 100 場職業摔跤生涯中輸掉了 100 場比賽。 然而，他有一種特殊的能力，當他看到滿月時會變成狼人。 貼紙的名稱是“面魔・粗魯的麵條”。
第12集剛出場的時候已經是狼人形態打敗了拉麵軍摔跤手，所以貌似加入了“看到滿月變狼人”的設定之後。
歷史上最偉大的致命惡魔
動畫原創角色。看到滿月就變成狼人的不來梅，被超級惡魔生命體3號入侵，變成了更加強大的形態。 與史無前例的必殺技(必勝人)對戰，完全是勢均力敵，最後體內的超惡魔生命體被拖了出去才被打敗。

### 敵軍
比阿斯隆（ビーナトロンII）
原作貼紙裡是星若丸的故鄉，但在動畫裡卻是一個密謀征服地球的神秘星球。
超惡魔生物體
配音-緒方憲一等
動畫原創角色。 居住在比阿斯隆的邪惡物體，喜歡職業摔跤手，擁有特殊的入侵、洗腦和強化身體的能力。 由四兄弟組成。 最喜歡的短語是“Bero-n”（第 1 位）、“Choro-n”（第 2 位）、“Roon”（第 3 位）和“Dara-n”（第 4 位）。
一開始設定“被活體入侵的摔角手身上會出現比阿斯隆的印記”。但這設定在第11話之後就完全取消了。

### 其他
実況マイク向井
他是職業摔跤的現場直播播音員，同時也擔任擂台播音員。模特是古館一郎。他還是正規陸軍摔跤手
レフリーストライク
：職業摔跤裁判。他也是蒙面軍的摔跤手。
殺手喬
：他在摔跤場賣爆米花，但在第10集中，原來他是一個想要殺死東神董事長的殺手。不過，他並不是像希爾那樣的“百分百刺客”，而是一個手槍子彈打不中的傻刺客。在第16集中，他被超級惡魔生命體4號入侵。

## 工作人員
- 企画 - 内田勝、三樹創作
- チーフディレクター - 奥脇雅晴
- シリーズ構成 - 園田英樹
- オリジナルキャラクター - K.B.D
- キャラクターデザイン - 前田実、平山智
- メカデザイン - 後藤正行
- 絵コンテ - 金田伊功 他
- 原画 - 金田伊功 他
- 作画監督 - 山本天志、竹内一義
- 美術監督 - 沢井裕滋
- 撮影監督 - 高橋宏固
- 音響監督 - 本田保則
- 編集 - 鶴渕允寿
- 音楽 - 難波弘之、兼崎順一、神林早人、加藤みちあき
- 製作担当 - 角田研（講談社）、尾崎穏通（東京ムービー新社）
- プロデューサー - 江津兵太（テレビ東京） 鈴木良平（講談社）
- 制作協力 - 東京ムービー新社
- 製作 - テレビ東京、講談社

## 主題歌
オープニングテーマ - 「?(なぞ)のパレード」
歌 - 村田有美 / 作詞 - 麻生圭子 / 作曲・編曲 - 笹路正徳
エンディングテーマ - 「!(オドロキ)MAP」
歌 - 村田有美 / 作詞 - 伊藤アキラ / 作曲・編曲 - 笹路正徳

## 每集標題
| 話數 | 播放日期       | 標題                                 |
| ---- | -------------- | ------------------------------------ |
| 1    | 1989年 4月18日 | 出た! これが史上空前の必殺技だ       |
| 2    | 4月25日        | 激突! ワイキキビーチ特設会場は騒然   |
| 3    | 5月2日         | 食べても食べてもお腹がすいて         |
| 4    | 5月9日         | 出現! 超悪魔理事長だ!!ベロ〜ン       |
| 5    | 5月16日        | 爆笑! 覆面軍団の最後だ!              |
| 6    | 5月23日        | ベン・K危うし!エクソシスターズの誘惑 |
| 7    | 6月6日         | 医学の天才バン・ソーコーに負けるな   |
| 8    | 6月13日        | 謎の成金レスラーボッチャンＳ         |
| 9    | 6月27日        | リングに咲く恋                       |
| 10   | 7月4日         | 強力おにぎり磁石                     |
| 11   | 7月11日        | ラーメン軍団の謎                     |
| 12   | 7月18日        | メン魔四天王                         |
| 13   | 8月8日         | めざせ映画スター                     |
| 14   | 8月15日        | 必殺! 玉ネギの涙                     |
| 15   | 8月22日        | 満月の夜にご用心                     |
| 16   | 8月29日        | 幸せになりたい                       |
| 17   | 9月5日         | つらいヤセガマン                     |
| 18   | 9月12日        | 変身! 太陽仮面                       |
| 19   | 9月19日        | 痛い! 虫歯は嫌い                     |
| 20   | 10月5日        | 宇宙最悪の反則技                     |
| 21   | 10月12日       | 勇気、団結、友情                     |

## 續作
- 銀河聖鬥士（レスラー軍団〈銀河編〉 聖戦士ロビンJr.）